# FTP-planen
FTP-planen är den pensionsplan som gäller inom försäkringsbranschen. Pensionsplanen har förhandlats fram mellan FAO (försäkringsbranschens arbetsgivarorganisation) och FTF (Facket för försäkring och finans). Pensionsplanen vilar på två ben. Den som är född före 1972 omfattas av en s.k. förmånsbestämd lösning (FTP2)och den som är född efter 1978 omfattas av en s.k premiebaserad lösning (FTP1). Det finns en "mellangrupp", de som är födda mellan 1972 och 1978. De har haft möjlighet att välja om de vill tillhöra FTP1 eller FTP2.